# Ngorongoro (Bezirk)
Ngorongoro ist ein Verwaltungsbezirk (Ward) des gleichnamigen Distrikts Ngorongoro in der tansanischen Region Arusha.

## Geografie
Ngorongoro liegt im Norden von Tansania etwa 120 Kilometer Luftlinie westlich von Arusha und umfasst den Ngorongoro-Krater. Dieser ist Teil der Ngorongoro Conservation Area, die von einer staatlichen Behörde verwaltet wird. Das größter Gewässer ist der Magadisee.
Der Bezirk grenzt im Norden an Ngoile, im Osten an Nainokanoka, im Süden an Ganako, Oldeani und Daa des Distrikts Karatu, im Südwesten an Eyasi und im Westen an Misigiyo. Das Gebiet ist 714 Quadratkilometer groß und bei der Volkszählung 2022 lebten hier 10.293 Menschen in 2419 Haushalten.

## Gliederung
Ngorongoro besteht aus drei Gemeinden (Mtaa) mit fünf Orten (Kitongoji):
| Oloirobi - Emotoni/Ndepes - Kayapus - Oloirobi/Malanja | Mokilal - Malanjaa | Kayapusi - Ngutotosumbati |

## Wirtschaft und Infrastruktur
- Gesundheit: In der Gemeinde Oloirobi befindet sich eine staatliche Apotheke.[8]
- Straße: Den südwestlichen Kraterrand entlang verläuft die nicht asphaltierte Nationalstraße T17, die nach Osten Richtung Arusha und nach Westen durch den Serengeti-Nationalpark nach Musoma am Victoriasee führt.[9]

## Sehenswürdigkeiten
- Ngorongoro-Krater: Der Krater ist Teil der Ngorongoro Conservation Area, die 1959 zum UNESCO-Welterbe erklärt wurde. Gründe dafür waren unter anderen, dass dies die größte zusammenhängende Caldera der Welt ist und die große Anzahl und hohe Konzentration an Wildtieren.[10][11]